# My Resistance -真實的存在-/命運女孩
《My Resistance -真實的存在-/命運女孩》（日语：My Resistance -タシカナモノ-/運命Girl）是傑尼斯事務所旗下日本男子團體Kis-My-Ft2的第6張單曲，於2013年2月13日由avex trax發售。

## 概要
《My Resistance -真實的存在-/命運女孩》是繼《WANNA BEEEE!!!/Shake It Up》後第二張雙A面單曲。與前作相隔約3個月發售的單曲。
此單曲有5個版本，分別有「初回生產限定盤A - B」、「通常盤」、「Kiss My Shop盤」和「7&I 限定盤」。「初回生産限定盤A」收錄了《My Resistance -真實的存在-》的PV和製作花絮（Making）；「初回生產限定盤B」收錄了《命運女孩》的PV和製作花絮（Off-Shot）；「7&I 限定盤」收錄了「7&I 情人節展覽會」的電視廣告和製作花絮（Making）。「通常盤」收錄了B面曲《Forever with U》。
《My Resistance -真實的存在-》為Kis-My-Ft2成員玉森裕太所主演的朝日電視台電視劇《信長的主廚》的主題曲，《命運女孩》是7&I「情人節展覽會」的電視廣告歌曲。
這張單曲在2013年2月25日於Oricon公信榜單曲週榜取得第1名，從出道單曲《Everybody Go》開始連續6張單曲奪得首名。此單曲亦是Kis-My-Ft2出道至當時首周銷量最高的單曲（約31.6萬張）。

## 收錄内容

### 初回生產限定盤A
CD
1. My Resistance -真實的存在-
（作詞：栗原暁（Jazzin'park），作曲、編曲：久保田真悟、栗原暁（Jazzin'park））
2. 命運女孩
（作詞：zopp，作曲：CHOKKAKU、E.ONE1&2，編曲：CHOKKAKU）

DVD
1. My Resistance -真實的存在-（MUSIC VIDEO）
2. My Resistance -真實的存在-（MUSIC VIDEO Making Movie）

### 初回生產限定盤B
CD
1. 命運女孩
2. My Resistance -真實的存在-

DVD
1. 命運女孩（MUSIC VIDEO）
2. 命運女孩（MUSIC VIDEO Making Movie）

### 通常盤
1. My Resistance -真實的存在-
2. 命運女孩
3. Forever with U
（作詞：山下和彰、SUNNY BOY，作曲：Cube Juice、山下和彰，編曲：SUNNY BOY）

### Kiss My Shop盤
1. My Resistance -真實的存在-
2. 命運女孩

### 7&I 限定盤
CD
1. 命運女孩
2. My Resistance -真實的存在-

DVD
1. 7&I 「情人節展覽會」（CM）
2. 7&I 「情人節展覽會」（Making）
3. 特別片段

## 外部連結
- Kis-My-Ft2官方網站介紹網頁（日語）
- Johnny's net（页面存档备份，存于）（日語）